# サンノーバ
サンノーバ株式会社（Sannova Co.,Ltd.）は、かつて存在していた製薬会社である。

## 概要
かつては「三生製薬」と言う社名であり、工場は埼玉県本庄市にあったが、1999年に群馬県新田郡尾島町（現太田市）に移転した。2016年4月にエーザイからアルフレッサ ホールディングスの傘下に移行し、2023年4月にアルフレッサ ファーマへ吸収合併され解散となったが、エーザイグループへの受託製造はアルフレッサ ファーマに引き継がれる形でこれまで通り継続される。

## 沿革
- 1923年 - 三生製薬株式会社として創業
- 1965年 - エーザイ株式会社が資本参加し、同社の医薬品製造を開始
- 1989年 - エーザイ株式会社から受託生産品の製造承認を承継
- 1997年 - エーザイ株式会社から液剤・軟膏・クリーム剤の製造承認を承継
- 1998年 - 群馬県新田郡尾島町世良田（現：太田市世良田町）に新工場を建設し、本社機能を移転
- 1999年 - 新工場への全機能の集約を完了し、社名をサンノーバ株式会社に商号変更
- 2016年 - 新会社への吸収分割・承継と株式譲渡により、アルフレッサ ホールディングス株式会社の子会社となる
- 2023年 - アルフレッサ ファーマ株式会社へ吸収合併され解散[2]

## 交通

### 自動車
- 関越自動車道東松山インターチェンジより約40分
- 北関東自動車道伊勢崎インターチェンジより約20分

### 電車
- 東日本旅客鉄道高崎線・深谷駅よりタクシー約20分
- 東武伊勢崎線世良田駅より徒歩10分